# Stenetrium dagama
Stenetrium dagama är en kräftdjursart som beskrevs av Barnard 1920. Stenetrium dagama ingår i släktet Stenetrium och familjen Stenetriidae. Inga underarter finns listade i Catalogue of Life.